# Бухгольц, Рейнгольд
Рейнгольд Вильгельм Бухгольц (нем. Reinhold Wilhelm Buchholz; 2 октября 1837, Франкфурт-на-Одере — 17 апреля 1876) — немецкий зоолог и путешественник. Доктор медицины (1861). Внёс большой вклад в области герпетологии, карцинологии и ихтиологии.

## Биография
Изучал естественные науки и медицину в Кёнигсбергском университете. Затем, в течение нескольких лет работал врачом, продолжал изучать медицину. Помимо своей основной работы, сосредоточился на зоологии, проводил исследования центральной нервной системы моллюсков.
Во время поездки в Норвегию, Р. Бухгольц обнаружил новый вид паразитических морских изопод (род Hemioniscus). В 1865 году стал почётным доктором в Кенигсбергского университета за работы в области зоологии. Затем изучал паразитических клещей для коллекции музея и обнаружил несколько новых видов рода Dermaleichus.
В 1867 году Р. Бухгольц отправился в Неаполь, чтобы найти новые виды паразитических ракообразных. С Леонардом Ландуа посвятил несколько работ анатомии пауков, в том числе, их прядильным инструментам (1868).
В 1869—1870 годах участвовал во второй германской экспедиции к Северному полюсу под руководством К. Кольдевея на борту шхуны «Ганза». Их корабль был раздавлен льдами и затонул. Участники экспедиции смогли спастись на льдине, продрейфовав 1500 километров на юг и высадившись после более чем 6 месяцев дрейфа в Нарсак-Куяллеке в Южной Гренландии.

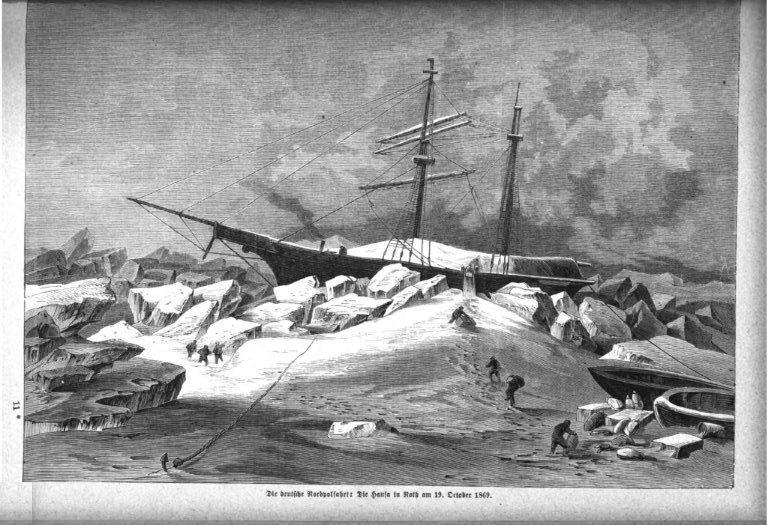
Шхуна «Ганза», затёртая льдами

В 1872 году Р. Бухгольц получил место адъюнкт-профессора зоологии в Университете Грайфсвальда и в июне того же года предпринял вместе с А. Райхеновым путешествие в горы Камеруна, в Габон, Фернандо-По, Золотой Берег и Огове в западной и экваториальной Африке, заболел в Африке малярией. В 1875 г. возвратился в Грайфсвальд.
В 1876 году стал полным профессором и директором Зоологического музея в Грайфсвальде, но вскоре умер от пневмонии.
Кроме многих статей в специальных журналах, написал: «Erlebnisse der Mannschaft des Schiffes Hansa bei der zweiten deutchen Nordpolfahrt» (Кенигсберг, 1871 г.). Из оставленных им после смерти рукописей была издана: «Buchholz’s Reisen in Westafrika nach seinen hinterlassenen Tagebüchern und Briefen, nebst einem Lebensabriss der Verstorbenen» (Лейпциг, 1879 г.).

## Избранные публикации
- Anatomische Untersuchungen über den Bau der Araneiden. In: Archiv für Anatomie, Physiologie und wissenschaftliche Medizin, Jg. 1868, S. 240—255
- Bemerkungen über die Arten der Gattung «Dermaleichus» Koch., 1869
- Beiträge zur Kenntniss der innerhalb der Ascidien lebenden parasitischen Crustaceen des Mittelmeeres. In: Zeitschrift für wissenschaftliche Zoologie, Band. 19. W. Engelmann, Leipzig 1869.
- Land und Leute in Westafrika. Vortrag, 1876
- Reinhold Buchholz' Reisen in West-Afrika nach seinen hinterlassenen Tagebüchern und Briefen, 1880

## Память
- Именем Р. Бухгольца названы бухта (Buchholzbukta) на восточном побережье Западного Шпицбергена и мыс Бухгольц в Восточной Гренландии.

## Награды
- Орден Красного орла 4 класса